# Petrarca Rugby 2013-2014
Questa voce raccoglie le informazioni riguardanti il Petrarca Rugby nelle competizioni ufficiali della stagione 2013-2014.

## Stagione
Estromesso dai play-off del campionato precedente, il Petrarca affronta la nuova stagione restando fuori dalle competizioni internazionali e si concentra sul campionato e sul Trofeo Eccellenza. Vengono confermati Andrea Moretti alla guida tecnica e Rocco Salvan come vice-allenatore. La società prosegue nel ringiovanimento della rosa e vengono promossi in prima squadra alcuni giocatori delle giovanili.
Tra le novità della stagione 2013-2014, di rilievo sono gli ingaggi dell'ex nazionale Andrea Marcato, che torna a Padova dopo due campionati con il Calvisano, del pilone Fabio Staibano, reduce da una tribolata stagione con i London Wasps, dell'estremo sudafricano Chris Jordaan, proveniente dai Natal Sharks che militano nella Currie Cup e della seconda linea neozelandese Chris Middleton dal Waikato Rugby Union. Dopo gli infortuni che a stagione in corso hanno colpito diversi degli avanti, la società ha fatto arrivare il giovane pilone Romulo Acosta dagli argentini del Tucuman. In gennaio è tornato a Padova Carlo Fazzari, pilone presente nella rosa dell'ultimo scudetto, proveniente dalle Zebre.
Tra i giocatori più importanti che lasciano il club, vi sono Steven Bortolussi, ceduto al Rovigo, l'argentino Pablo Sánchez e Pietro Travagli, trasferiti al Viadana, l'australiano Phil Mathers, che ritorna in patria, e Nicola Bezzati, il capitano dell'ultimo scudetto, che si ritira dall'attività agonistica.

### Campionato
La campagna acquisti e cessioni, come gli anni scorsi limitata dalla crisi economica che attanaglia la società padovana e più in generale il rugby italiano, e la lunga catena di infortuni che ha colpito in particolare la prima linea non hanno consentito al Petrarca il salto di qualità. Per il terzo anno consecutivo, i tuttineri terminano la regular season al quinto posto, estromessi dai play-off per pochi punti.
L'epilogo all'ultima giornata, in cui il Petrarca si presenta al quarto posto con 3 punti di vantaggio su Viadana. All'onorevole sconfitta dei padovani sul campo della capolista Calvisano per 25-17, il Viadana risponde vincendo sul campo dei campioni d'Italia del Mogliano, assicuratisi l'accesso ai play-off nel turno precedente. Il Petrarca finisce quinto con 60 punti, a un solo punto dal Viadana e a tre dal Mogliano.
Determinante si rivela la sconfitta interna con il Mogliano per 24-23 alla quartultima giornata, che rende vane le successive imprese casalinghe del Petrarca nel recupero contro i Cavalieri Prato (23-10), estromessi in questo modo dalla corsa alle prime quattro piazze, e soprattutto contro Rovigo, sconfitto al Plebiscito per 17-14 alla penultima giornata ma sicuro del secondo posto in classifica.
Altre vittorie stagionali da ricordare sono quelle con Viadana, sconfitto sia all'andata che al ritorno. Pesante diventa la sconfitta subita a Roma nel girone di andata contro le Fiamme Oro, che perdono invece tutti gli incontri con le squadre che accedono ai play-off.

### Trofeo Eccellenza
Il Petrarca affronta il primo turno del Trofeo Eccellenza nello stesso girone di Reggio Emilia, Rovigo e San Donà. Viene eliminato piazzandosi secondo nel girone dopo due sconfitte con i favoriti rodigini, che perdono però a sorpresa la finale contro le Fiamme Oro.